# Sphenorhina septemnotata
Sphenorhina septemnotata är en insektsart som beskrevs av William Lucas Distant 1878. Sphenorhina septemnotata ingår i släktet Sphenorhina och familjen spottstritar. Inga underarter finns listade i Catalogue of Life.